# Kirbachtal
Das Kirbachtal war ein 38,3 km² großes Landschaftsschutzgebiet auf dem Gebiet der Stadt Sachsenheim im Landkreis Ludwigsburg in Baden-Württemberg. Es wurde am 6. Dezember 1966 vom Landratsamt Vaihingen ausgewiesen. Mit der Ausweisung des Naturschutzgebiets Kirbachtal mit angrenzenden Gebieten von Sachsenheim-Häfnerhaslach über Sachsenheim-Hohenhaslach bis Sachsenheim-Kleinsachsenheim, Vaihingen-Horrheim und Vaihingen-Gündelbach am 21. Mai 2003 wurde die Verordnung aufgehoben und das Landschaftsschutzgebiet in das neue Schutzgebiet integriert.
Es umfasste den nordwestlichen Teil des Stadtgebiets von der Landkreisgrenze im Norden bis zum Kamm des Höhenrückens zwischen Metter und Kirbach im Süden. Die Ortslagen von Häfnerhaslach, Ochsenbach, Spielberg und Hohenhaslach waren ausgenommen.